# North Crossett
North Crossett és una concentració de població designada pel cens dels Estats Units a l'estat d'Arkansas. Segons el cens del 2000 tenia 3.581 habitants.

## Demografia
Segons el cens del 2000, North Crossett tenia 3.581 habitants, 1.422 habitatges, i 1.045 famílies. La densitat de població era de 134,5 habitants/km².
Dels 1.422 habitatges en un 35,2% hi vivien nens de menys de 18 anys, en un 57,4% hi vivien parelles casades, en un 12,2% dones solteres, i en un 26,5% no eren unitats familiars. En el 23,5% dels habitatges hi vivien persones soles el 8,9% de les quals corresponia a persones de 65 anys o més que vivien soles. El nombre mitjà de persones vivint en cada habitatge era de 2,52 i el nombre mitjà de persones que vivien en cada família era de 2,96.
Per edats la població es repartia de la següent manera: un 27,6% tenia menys de 18 anys, un 8,8% entre 18 i 24, un 29,6% entre 25 i 44, un 23,1% de 45 a 60 i un 11% 65 anys o més.
L'edat mediana era de 33 anys. Per cada 100 dones de 18 o més anys hi havia 88,5 homes.
La renda mediana per habitatge era de 29.734 $ i la renda mediana per família de 35.682 $. Els homes tenien una renda mediana de 34.146 $ mentre que les dones 17.927 $. La renda per capita de la població era de 14.945 $. Entorn del 14,1% de les famílies i el 18,6% de la població estaven per davall del llindar de pobresa.

## Poblacions més properes
El següent diagrama mostra les poblacions més properes.